# Nufar-zeebrasem
De Nufar-zeebrasem (Cheimerius nufar) is een straalvinnige vis uit de familie van zeebrasems (Sparidae) en behoort derhalve tot de orde van baarsachtigen (Perciformes). De vis kan een lengte bereiken van 75 cm.

## Leefomgeving
Cheimerius nufar is een zoutwatervis. De vis prefereert een tropisch klimaat en leeft hoofdzakelijk in de Indische Oceaan. De diepteverspreiding is 20 tot 300 m onder het wateroppervlak.

## Relatie tot de mens
Cheimerius nufar is voor de visserij van beperkt commercieel belang. In de hengelsport wordt er weinig op de vis gejaagd.